# Копылов, Василий Данилович
Василий Данилович Копыло́в (15 июня 1921 года — 1 апреля 1966 года) — командир мотострелкового отделения 178-й танковой бригады (10-й танковый корпус, 40-я армия, Воронежский фронт), сержант, Герой Советского Союза (1944).

## Биография
Родился 15 июня 1921 года в селе Мраково Кугарчинского района Башкирии в крестьянской семье. Русский. Окончил 6 классов. Работал бухгалтером в Зилаирском зерносовхозе (Башкирия).
Призван в Красную Армию в ноябре 1939 года Баймакским райвоенкоматом Башкирской АССР. В боях Великой Отечественной войны с августа 1941 года. Воевал на Западном, Юго-Западном, Воронежском фронтах. Был ранен.
Командир мотострелкового отделения 178-й танковой бригады (10-й танковый корпус, 40-я армия, Воронежский фронт) комсомолец сержант Копылов В. Д. особо отличился при форсировании реки Днепр.
23 сентября 1943 года в числе первых преодолел вплавь Днепр около украинского хутора Монастырёк (ныне в черте посёлка городского типа Ржищев Кагарлыкского района Киевской области). Подразделение под его командованием за двое суток отразило три атаки противника. Против небольшой группы бойцов гитлеровцами были брошены четыре танка, два штурмовых орудия и до батальона пехоты. Одно штурмовое орудие лично уничтожил сержант Василий Копылов. На поле боя осталось семьдесят два раненых и сорок семь убитых фашистов.
Представлен к награждению званием Героя Советского Союза за героизм при форсировании Днепра. Указом Президиума Верховного Совета СССР «О присвоении звания Героя Советского Союза генералам, офицерскому, сержантскому и рядовому составу Красной Армии» от 10 января 1944 года за «образцовое выполнение боевых заданий командования на фронте борьбы с немецко-фашистскими захватчиками и проявленные при этом отвагу и геройство» удостоен звания Героя Советского Союза с вручением ордена Ленина и медали «Золотая Звезда» (№ 2356).
После войны Копылов В. Д. демобилизован. Жил и работал в городе Челябинске. 
Скончался 1 апреля 1966 года. Похоронен в Челябинске на Успенском (Цинковом) кладбище.

## Награды
- Медаль «Золотая Звезда» Героя Советского Союза (10.01.1944)[1][2];
- орден Ленина (10.01.1944);
- орден Красной Звезды (27.07.1943)[5];
- медали.

## Память
- В честь Героя Советского Союза Копылова Василия Даниловича названа улица в Молодёжном микрорайоне села Мраково Республики Башкортостан.